# Sericoptera egregia
Sericoptera egregia là một loài bướm đêm trong họ Geometridae.